# Wojciech Kudyba
Wojciech Feliks Kudyba (ur. 18 września 1965 w Tomaszowie Lubelskim) – polski poeta, krytyk, historyk literatury.

## Życiorys
Studiował filologię polską na Katolickim Uniwersytecie Lubelskim (KUL), prowadził badania naukowe w ramach stypendiów zagranicznych w uniwersytetach: Mons-Hainaut, Ruhr-Universität, Westfälische Wilhelms-Universität Münster i Christian-Albrechts-Universität zu Kiel.
W latach 1987–1988 pracował jako uniwersytecki korespondent miesięcznika „Życie Katolickie”. Od 1989 r. naukowo związany z Międzywydziałowym Zakładem Badań nad Twórczością Norwida KUL. W 1998 r. uzyskał w KUL stopień doktora nauk humanistycznych w zakresie literaturoznawstwa (seminarium prof. Stefana Sawickiego).
W latach 1989–1998 pracował jako nauczyciel w Zespole Szkół Społecznych „Splot” w Nowym Sączu, następnie w Zespole Szkół Ogólnokształcących nr 1. im. Jana Długosza w tym mieście. W 1999 r. był lektorem języka polskiego w Katolickim Uniwersytecie w Eichstätt, a w latach 2000–2008 – wykładowcą w Podhalańskiej Państwowej Uczelni Zawodowej w Nowym Targu (PPUSZ). Od 2006 r. pracuje również w ANS w Nowym Sączu.
W 2008 r. uzyskał stopień doktora habilitowanego i objął stanowisko profesora nadzwyczajnego w Katedrze Literatury Współczesnej UKSW. W latach 2009–2012 był dyrektorem Instytutu Filologii Polskiej Wydziału Nauk Humanistycznych w Uniwersytecie Kardynała Stefana Wyszyńskiego w Warszawie. Jest też wykładowcą Studium Literacko-Artystycznego UJ, jurorem konkursów literackich (m.in.: od 2014 roku Nagrody Orfeusza, od 2010 roku konkursu Złoty Środek Poezji), współpracownikiem dwumiesięcznika „Topos”, współzałożycielem grupy poetyckiej „Topoi”, członkiem krakowskiego oddziału Stowarzyszenia Pisarzy Polskich, współpracownikiem Komisji Języka Religijnego PAN.

## Nagrody i odznaczenia
- II nagroda w konkursie poetyckim im. R.M Rilkego (2003)
- I nagroda w konkursie poetyckim im. K.I. Gałczyńskiego w Praniu na Mazurach (2003)
- Stypendium Ministra Kultury (2005)
- Nagroda Fundacji im. J.S. Pasierba (2005, 2007)
- Wyróżnienie im. Józefa Mackiewicza (2008)
- Srebrny Medal za Długoletnią Służbę (2011)
- Finalista Nagrody Poetyckiej Orfeusz (2012)[8]
- Nagroda im. Ks. Prof. Bolesława Kumora (2015)
- Nagroda Literacka im. Marka Nowakowskiego (2021)[9]
- Srebrny Krzyż Zasługi (2022)[10]
- Doroczna Nagroda Ministra Kultury i Dziedzictwa Narodowego (2022)[11]

## Ważniejsze publikacje

### Publikacje naukowe
- „Aby mowę chrześcijańską odtworzyć na nowo...” Norwida mówienie o Bogu, Lublin 2000
- Rana, która przyzywa Boga. O twórczości poetyckiej Janusza St. Pasierba, Lublin 2006
- Wiersze wobec Innego, Sopot 2012[12]
- Generacja źle obecna, Sopot 2012[13]
- Próba bólu. O wierszach Joanny Pollakówny, Warszawa 2016[14]
- Katarzyna Wójcik, Wojciech Kudyba, Między bytem a niebytem. O twórczości Leszka Elektorowicza, Instytut Literatury, Kraków 2020[15]
- Pamięć i godność. O poezji Jana Polkowskiego, Warszawa 2019[16]

### Zbiory poetyckie
- Wierność w małej rzeczy, Lublin 1992
- Tyszowce i inne miasta, Sopot 2005
- Gorce Pana, Sopot 2007
- Ojciec się zmienia, Sopot 2011
- W końcu świat, Sopot 2014[17]

### Proza
- Nazywam się Majdan (2015),
- Imigranci wracają do domu (2018),
- Kamienica (2018),
- Pułascy (dwa tomy, 2020, 2021)

- I co dalej?, Pewne Wydawnictwo, Kielce 2020

Źródło: 